# Fundo Nacional de Desenvolvimento da Educação
O Fundo Nacional de Desenvolvimento da Educação (FNDE) é uma autarquia, vinculada ao Ministério da Educação. 
O propósito do FNDE é transferir recursos financeiros e prestar assistência técnica aos estados, municípios e ao Distrito Federal, para garantir uma educação de qualidade a todos.

## Histórico
O FNDE foi criado pela Lei nº 5.537, de 21 de novembro de 1968, e alterado pelo Decreto–Lei nº 872, de 15 de setembro de 1969.

## Coordenação

### No Governo Bolsonaro
Em maio de 2020, o então presidente Jair Bolsonaro nomeou o advogado Garigham Amarante Pinto para o cargo de diretor de Ações Educacionais do FNDE. Antes da indicação, Garigham era assessor do líder do Partido Liberal (PL) na Câmara, deputado Wellington Roberto, e próximo do presidente do PL, Valdemar Costa Neto. A indicação de Garigham foi vista como um agrado ao Centrão em troca de apoio político.
Em junho de 2020, o governo Bolsonaro nomeou Marcelo Lopes da Ponte para substituir Karine Silva dos Santos no cargo de presidente do FNDE. Marcelo era até então o chefe de gabinete do senador Ciro Nogueira, do partido Progressistas, e a nomeação também foi interpretada como realizada para criar sustentação política para o governo Bolsonaro.

### No Governo Lula
Em janeiro de 2023, Fernanda Mara de Oliveira Macedo Carneiro Pacobahyba foi nomeada para o cargo de presidente do Fundo Nacional de Desenvolvimento da Educação (FNDE).
Fernanda Mara de Oliveira Macedo Carneiro Pacobahyba pertence ao Núcleo duro do Ceará na administração federal, o MEC é liderado pelo ministro Camilo Santana (PT) e pela secretária executiva Izolda Cela (sem partido). Conta ainda com Pacobahyba no FNDE, após indicação de Camilo. Pacobahyba foi secretária da Fazenda de Camilo quando o petista estava à frente do governo do Ceará.
- Fundo de Manutenção e Desenvolvimento da Educação Básica (Fundeb)
- Programa Nacional de Alimentação Escolar (PNAE)
- Programa Nacional do Livro e do Material Didático (PNLD)
- Programa Nacional de Reestruturação e Aquisição de Equipamentos da Rede Escolar Pública de Educação Infantil (Pró-infância)
- Ministério da Educação (Brasil)
- Instituto Nacional de Estudos e Pesquisas Educacionais Anísio Teixeira (INEP)